# Trim (gato)

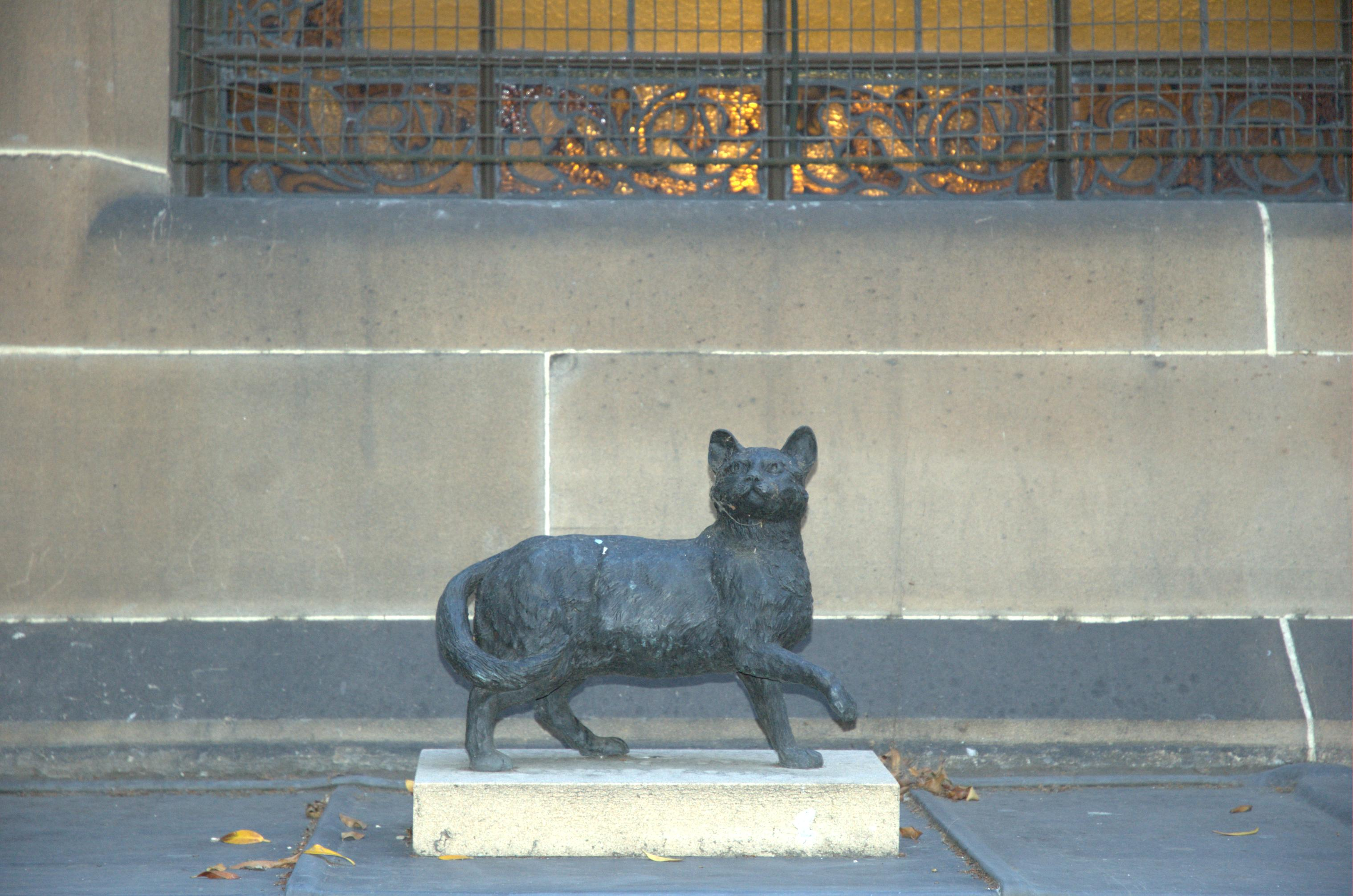
La estatua de Trim por John Cornwell detrás de la del propio Matthew Flinders en Sídney, Australia.

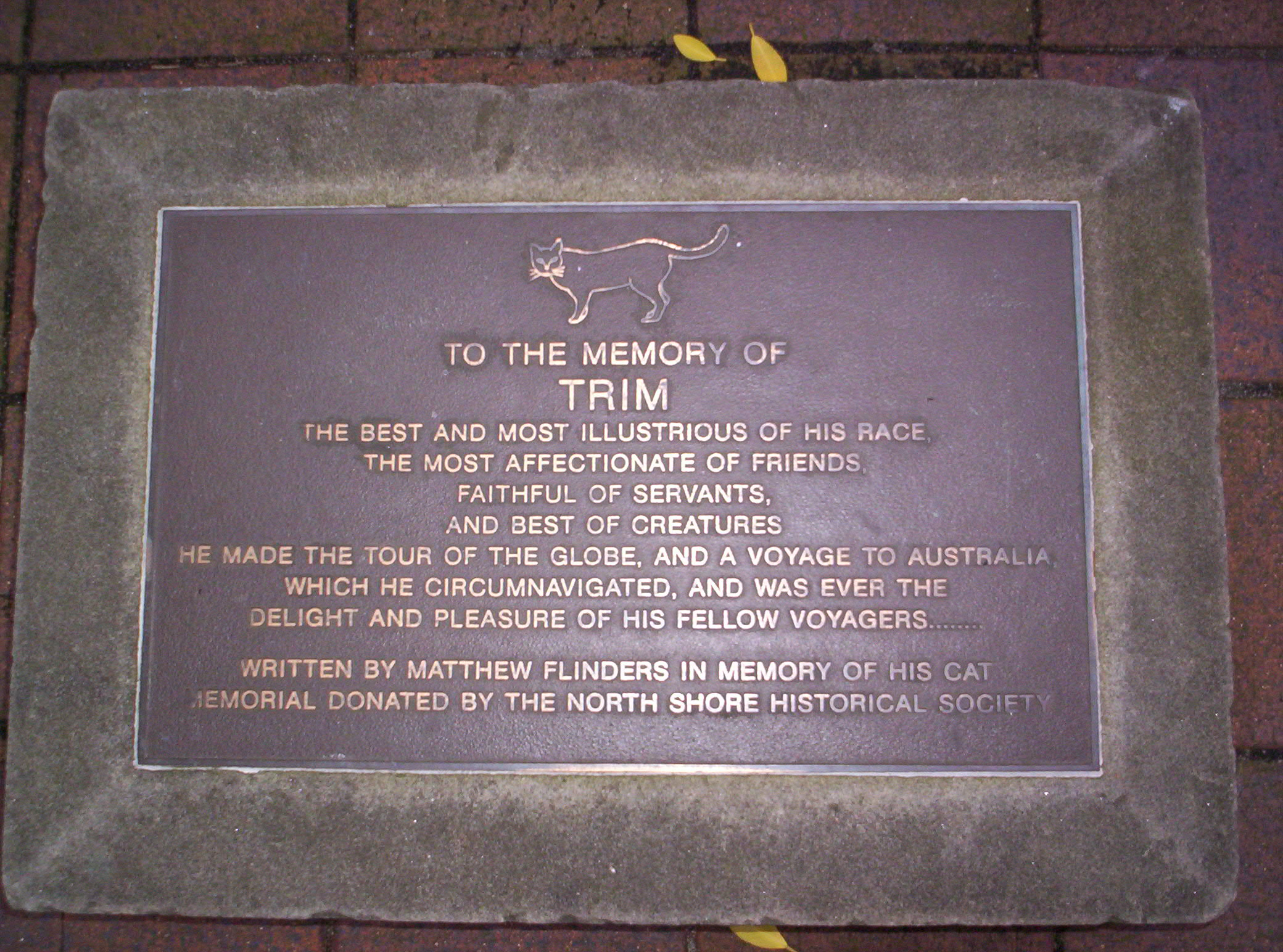
La placa dedicada a Trim en la Mitchell Library, Sídney.

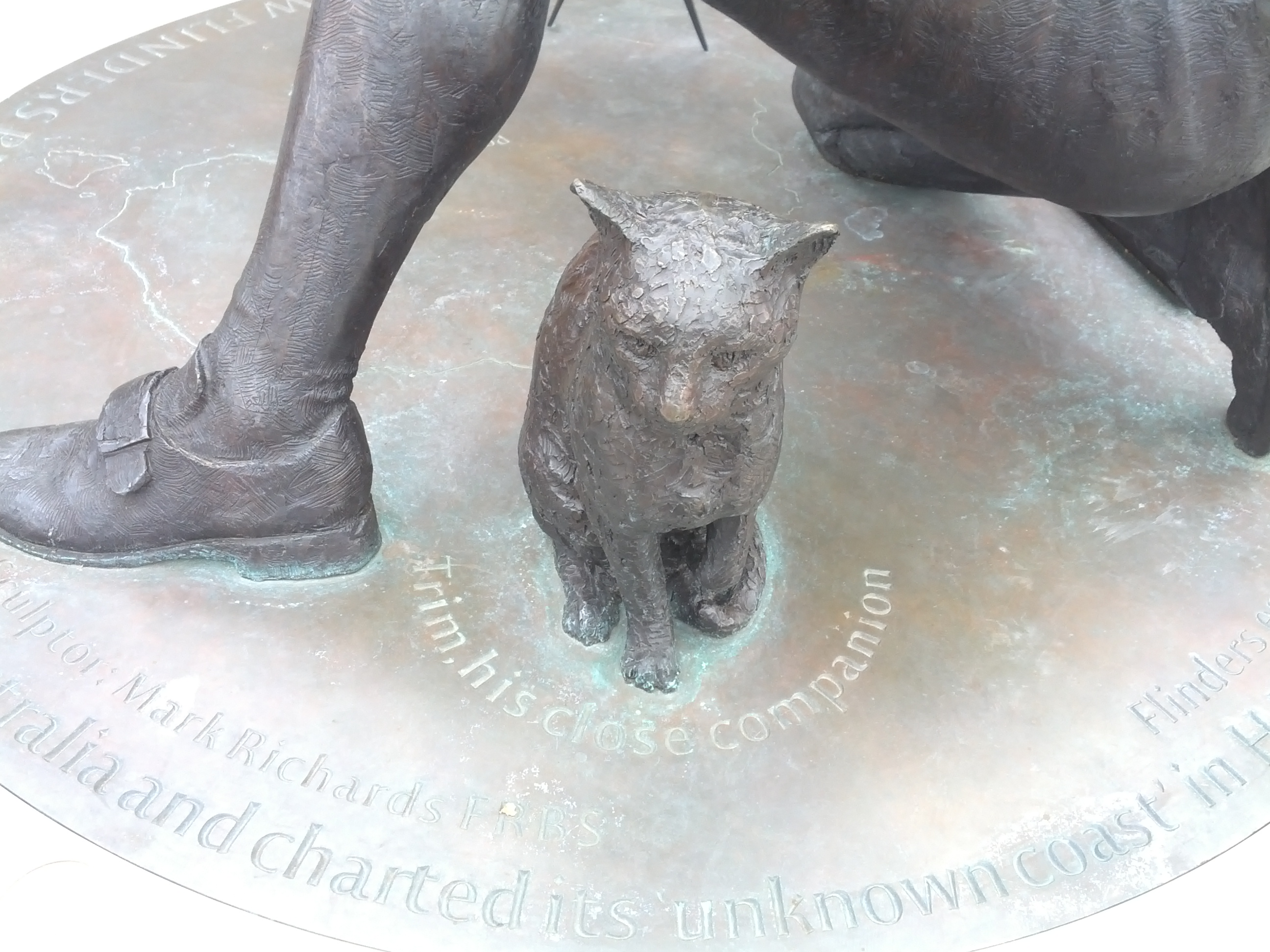
Trim, el fiel gato de Flinders. Port Lincoln, Australia del Sur.

Trim era el gato marinero que acompañó a Matthew Flinders en sus viajes de circunnavegación y cartografiado de la costa de Australia en 1801–03.

## Biografía
Trim nació en 1799 a bordo del barco HMS Reliance en un viaje desde Cabo de Buena Esperanza a Botany Bay. El gatito cayó por la borda, pero nadó hasta el barco y subió a bordo escalando por una soga; tomando nota de su fuerte instinto de supervivencia e inteligencia, Flinders y la tripulación le hicieron su favorito.
Trim navegó con Flinders en el HMS Investigator en su viaje de circunnavegación alrededor de la costa australiana y sobrevivió al naufragio del HMS Porpoise en Wreck Reef en 1803. Cuando Flinders fue acusado de espionaje y encarcelado por los franceses en Mauricio en su viaje de regreso a Inglaterra, Trim compartió su cautividad hasta su desaparición inexplicable, que Flinders atribuyó a ser robado y comido por un esclavo hambriento.

## Descripción
Trim era un gato bicolor, negro con las patas, barbilla y pecho blancos. Fue nombrado por el mayordomo en la novela de Laurence Sterne Tristram Shandy, porque Flinders le consideró un amigo fiel y afectuoso. Durante su encarcelamiento, Flinders escribió un tributo biográfico a Trim en que le describió como  "uno de los animales más buenos que nunca vi... [Su] pelaje era de un negro azabache claro, con la excepción de sus cuatro pies, los cuales parecían haber sido metidos en nieve y debajo del labio, el cual rivalizaba con ellos en blancura. También tenía una estrella blanca en su pecho".

## Legado
Flinders escribió sobre Trim mientras seguía cautivo en la entonces denominada Isle de France en 1809.
En 1996, una estatua de bronce de Trim realizada por el escultor John Cornwell fue erigida en la repisa de una ventana de la Mitchell Library en Sídney, directamente detrás de una estatua de su dueño que fue levantada tras la donación de los papeles personales de Flinders a la biblioteca por su nieto en 1925. La popularidad de la estatua desde entonces ha llevado al desarrollo de una amplia gama de merchandising de Trim por la Biblioteca Estatal de Nueva Gales del Sur. La cafetería de la Biblioteca fue también nombrada después con el nombre del gato.
La placa debajo de la estatua dice:

EN MEMORIA DE TRIM 

el mejor y más ilustre de su raza

el más cariñoso de los amigos, más fiel de los sirvientes, y la mejor criatura.

Hizo una gira por el mundo, y un viaje a Australia, la cual circunnavegó, 

y siempre fue una delicia y placer de sus compañeros de viaje.

Escrito por Matthew Flinders en memoria de su gato.

Memorial donado por la North Shore Historical Society

que es parte del epitafio que Flinders había prometido a Trim.
Trim también aparece en la primera estatua levantada de Flinders en Inglaterra, la cual se encuentra en Donington, Lincolnshire, la ciudad natal de Flinders.

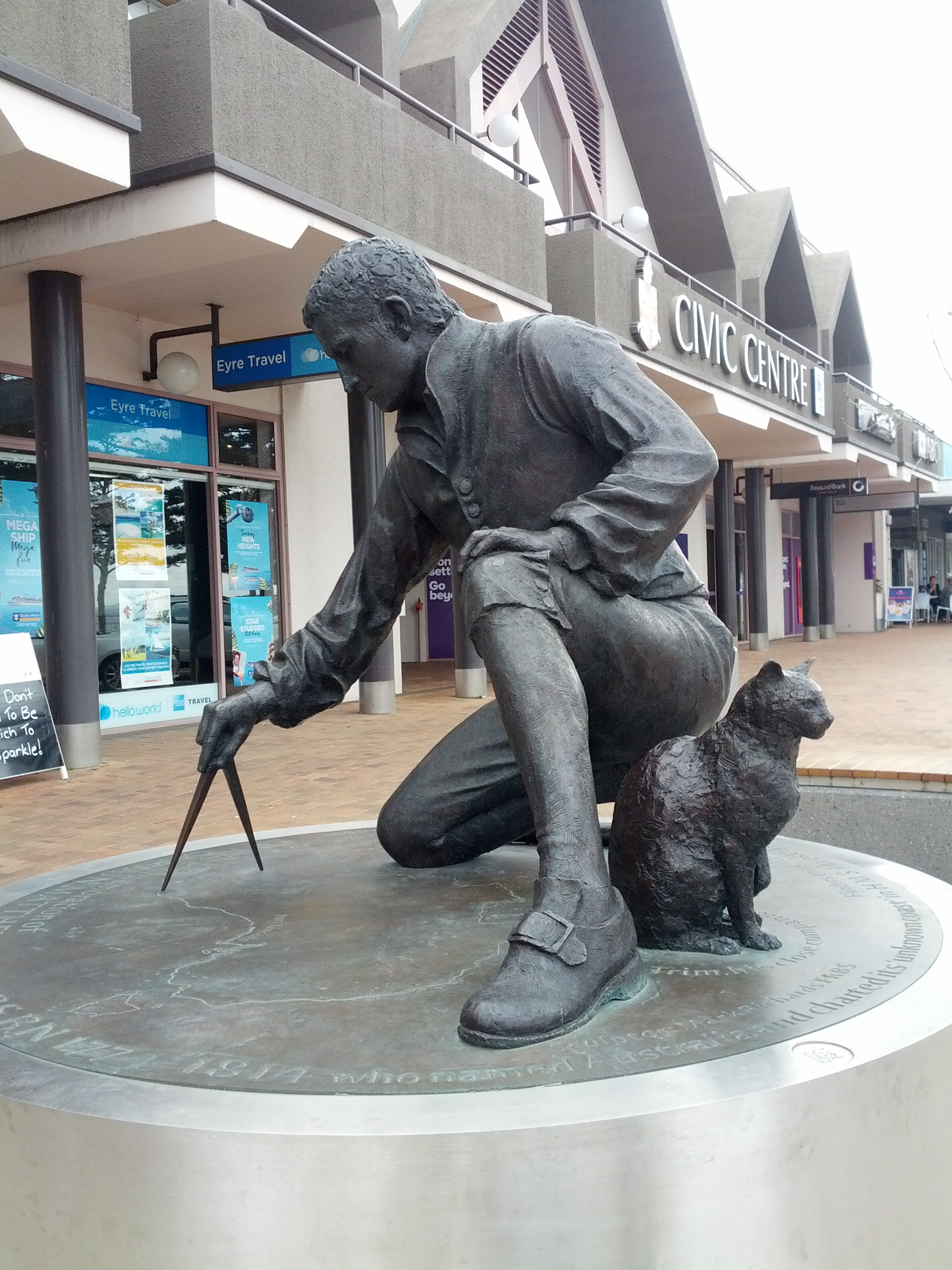
Trim, gato de barco. Port Lincoln.

También hay una estatua de Trim al pie de su dueño, Flinders, en Port Lincoln, Australia del Sur. Otra estatua similar se encuentra también en el Flinders University campus en Adelaida, Australia del Sur.
Además, una gran estatua de bronce de Matthew y Trim se encuentra en la Estación de Euston en Londres.
En la novela del autor australiano Bryce Courtenay, Matthew Flinders' Cat, tanto el gato como su estatua de la biblioteca son personajes principales.